# Richard Bachman
Richard Bachman is het pseudoniem van Stephen King waaronder hij zeven verhalen schreef. Deze verhalen zijn:
- Razernij (Rage) (1977)
- De marathon (The Long Walk) (1979)
- Werk in uitvoering (Roadwork) (1981)
- Vlucht naar de top (The Running Man) (1982)
- De vervloeking (Thinner) (1984)
- De regelaars (The Regulators) (1996)
- De ontvoering (Blaze) (2007)

Op The Running Man is later de gelijknamige film gebaseerd met Arnold Schwarzenegger in de hoofdrol.
Na ontmaskering van zijn pseudoniem schreef King onder eigen naam het boek De Duistere Kant (originele titel The Dark Half, onder die titel ook verfilmd). Hierin 'begraaft' een niet succesvolle schrijver zijn alter ego onder wiens naam hij wel succes heeft gehad.
Het boek De ontvoering is een van de laatste boeken die King als Bachman uitbracht. Hij vond het originele exemplaar niet voldoende voor uitgave en stak het boek ergens diep weg. Begin 2007 vond hij het in een koffer, herlas het, bracht enkele veranderingen aan en liet het alsnog uitgeven in oktober 2007.
King liet zijn pseudoniem sterven, zogezegd aan een hersentumor. Dit werd vermeld in een bijlage bij het boek Werk in uitvoering, genaamd Waarom Ik Bachman Was. Hierin liet King zich ook uitgebreid uit over de reden waarom hij het pseudoniem aannam. King wilde weten of mensen zijn boeken ook zouden kopen als ze niet zouden weten dat hij de schrijver was. Het was inderdaad het geval dat Bachmans boeken veel minder goed verkocht werden, zij het dat de verkoopcijfers nog steeds niet slecht waren. Van Thinner waren bijvoorbeeld 28.000 exemplaren verkocht, maar toen het boek onder Stephen Kings eigen naam uitkwam, werden 280.000 exemplaren verkocht.

## Trivia
In 2010 speelde King een cameo als "cleanup expert" onder de naam Bachman in Sons of Anarchy.
- Bibsys: 90956839
- Bibliothèque nationale de France: cb120565218 (data)
- Catàleg d'autoritats de noms i títols de Catalunya: 981058511476906706
- International Standard Name Identifier: 0000 0001 2021 3263
- Library of Congress Control Number: n84087593
- Nationale Bibliotheek van Tsjechië: jo2008435191
- Nationale Bibliotheek van Israël: 987007456088505171
- Nederlandse Thesaurus van Auteursnamen: 071177507
- LIBRIS: 210204
- Système universitaire de documentation: 028804899
- Virtual International Authority File: 14790462
- WorldCat: E39PCjBQ7VWPGV8HMr9CcWPrtq